# 斯里克里克斯 (密蘇里州)
斯里克里克斯（英語：Three Creeks）是位於美國密蘇里州沃倫縣的村。

## 人口
根據2020年美國人口普查的數據，斯里克里克斯的面積為12.66平方千米，當中陸地面積為12.37平方千米，而水域面積為0.29平方千米。當地共有人口8人，而人口密度為每平方千米1人。